# 凸脉越橘
凸脉越桔（学名：Vaccinium supracostatum），为杜鹃花科越桔属下的一个植物种。